# 다카다 소야
다카다 소야(일본어: 髙田 颯也, 2001년 8월 15일~)는 일본의 축구 선수이다.

## 구단 경력
그는 2020년 J2리그의 오미야 아르디자에 입단했다. 2022년까지 31경기에 출전. 2023년 도쿠시마 보르티스로 이적했다.